# Memoriał Alfreda Smoczyka 2001

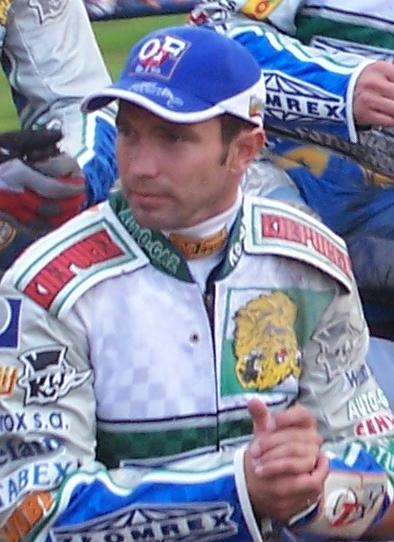
Sebastian Ułamek – zwycięzca memoriału 2001.

LI Memoriał Alfreda Smoczyka odbył się 15 lipca 2001. Zwyciężył Sebastian Ułamek.

## Wyniki
- 15 lipca 2001 (niedziela), Stadion im. Alfreda Smoczyka (Leszno)
- NCD: Tony Rickardsson – 61,80 sek. w wyścigu 2

| Msc. | Zawodnik                 | Klub              | Pkt  |                |  |
| ---- | ------------------------ | ----------------- | ---- | -------------- |  |
| 1    | (9) Sebastian Ułamek     | WTS Wrocław       | 14+3 | (2,3,3,3,3) +3 |  |
| 2    | (13) Piotr Protasiewicz  | Polonia Bydgoszcz | 14+2 | (3,2,3,3,3) +2 |  |
| 3    | (8) Tony Rickardsson     | Apator Toruń      | 13+3 | (3,3,2,2,3) +3 |  |
| 4    | (11) Leigh Adams         | Unia Leszno       | 13+2 | (3,3,3,1,3) +2 |  |
| 5    | (10) Krzysztof Cegielski | Wybrzeże Gdańsk   | 10   | (1,3,2,3,1)    |  |
| 6    | (16) Mirosław Kowalik    | Apator Toruń      | 9    | (2,2,2,1,2)    |  |
| 7    | (12) Jacek Krzyżaniak    | WTS Wrocław       | 8    | (0,1,2,3,2)    |  |
| 8    | (5) Jacek Rempała        | Unia Leszno       | 7    | (2,1,3,0,1)    |  |
| 9    | (15) Damian Baliński     | Unia Leszno       | 7    | (w,2,1,2,2)    |  |
| 10   | (4) Mark Loram           | Polonia Bydgoszcz | 6    | (2,0,1,1,2)    |  |
| 11   | (3) Rafał Kurmański      | ZKŻ Zielona Góra  | 5    | (1,0,1,2,1)    |  |
| 12   | (6) Piotr Dym            | Kolejarz Rawicz   | 4    | (1,2,1,0,0)    |  |
| 13   | (7) Adam Łabędzki        | TŻ Opole          | 4    | (0,1,2,0,1)    |  |
| 14   | (2) Andrzej Huszcza      | ZKŻ Zielona Góra  | 3    | (3,0,d,0,0)    |  |
| 15   | (14) Dariusz Śledź       | RKM Rybnik        | 3    | (1,1,0,1,0)    |  |
| 16   | (1) Roman Jankowski      | Unia Leszno       | 0    | (0,d,-,-,-)    |  |
|      | rez. Krzysztof Pecyna    | Unia Leszno       | 0    | (0,w)          |  |
|      | rez. Łukasz Jankowski    | Unia Leszno       | 0    | (0)            |  |

Bieg po biegu
1. (63,30) Huszcza, Loram, Kurmański, R. Jankowski
2. (61,80) Rickardsson, Rempała, Dym, Łabędzki
3. (62,20) Adams, Ułamek, Cegielski, Krzyżaniak
4. (64,40) Protasiewicz, Kowalik, Śledź, Baliński (w/u)
5. (64,70) Ułamek, Protasiewicz, Rempała, R. Jankowski (d4)
6. (63,60) Cegielski, Dym, Śledź, Huszcza
7. (62,50) Adams, Baliński, Łabędzki, Kurmański
8. (62,70) Rickardsson, Kowalik, Krzyżaniak, Loram
9. (64,50) Adams, Kowalik, Dym, Pecyna / Pecyna za R. Jankowskiego
10. (64,70) Rempała, Krzyżaniak, Baliński, Huszcza (d4)
11. (64,50) Ułamek, Rickardsson, Kurmański, Śledź
12. (63,70) Protasiewicz, Cegielski, Loram, Łabędzki
13. (66,70) Krzyżaniak, Łabędzki, Śledź, Ł. Jankowski / Ł. Jankowski za R. Jankowskiego
14. (64,50) Protasiewicz, Rickardsson, Adams, Huszcza
15. (64,80) Cegielski, Kurmański, Kowalik, Rempała
16. (64,70) Ułamek, Baliński, Loram, Dym
17. (65,60) Rickardsson, Baliński, Cegielski, Pecyna (w/u) / Pecyna za R. Jankowskiego
18. (64,60) Ułamek, Kowalik, Łabędzki, Huszcza
19. (64,30) Protasiewicz, Krzyżaniak, Kurmański, Dym
20. (64,40) Adams, Loram, Rempała, Śledź

Bieg o III miejsce
21. (63,90) Rickardsson, Adams
Bieg o I miejsce
22. (64,10) Ułamek, Protasiewicz